# Liste des longs métrages yéménites proposés à l'Oscar du meilleur film international
Cet article présente la liste des longs métrages yéménites proposés à l'Oscar du meilleur film international.

## Films proposés par le Yémen
| Année (cérémonie) | Titre français               | Titre original              | Langue(s) | Réalisateur       | Résultat  |
| ----------------- | ---------------------------- | --------------------------- | --------- | ----------------- | --------- |
| 2016 (89e)        | Moi Nojoom, 10 ans, divorcée | أنا نجوم بنت العاشره ومطلقة | arabe     | Khadija al-Salami | Non nommé |
| 2018 (91e)        | Qablalzafa (ar)              | 10 أيام قبل الزفة           | arabe     | Amr Gamal (ar)    | Non nommé |
| 2023 (96e)        | Les Lueurs d'Aden            | المرهقون                    | arabe     | Amr Gamal (ar)    | Non nommé |